# All Out (2019)
All Out (2019) est un Pay-per-view de catch (lutte professionnelle) produit par la promotion américaine All Elite Wrestling (AEW). L'événement a eu lieu le 31 août 2019 au Sears Centre à Hoffman Estates (Illinois). Il s'agit de la première édition de All Out.

## Contexte
Les spectacles de la All Elite Wrestling (AEW) sont constitués de matchs aux résultats prédéterminés par les scénaristes de la compagnie. Ces rencontres sont justifiées par des storylines – une rivalité entre catcheurs, la plupart du temps – ou par des qualifications survenues dans les shows de la AEW. Tous les catcheurs possèdent un gimmick, c'est-à-dire qu'ils incarnent un personnage gentil (Face) ou méchant (Heel), qui évolue au fil des rencontres. Un événement comme All Out est donc un événement tournant pour les différentes storylines en cours.

## Tableau des matchs
| Ordre par numéros | Résultat | Stipulation(s) | Temps |
| --- | --- | --- | ----- |
| 1P | Nyla Rose remporte le 21-Women Casino Battle Royal en éliminant en dernière Dr Britt Baker D.M.D                                      | 21-Women Casino Battle Royal La gagnante affrontera Riho ou Hikaru Shida pour déterminer la première championne du monde.                    |       |
| 2P | Private Party (Isiah Kassidy and Marq Quen) battent The Hybrid 2 (Angélico et Jack Evans)                                             | Tag Team match | 11:35 |
| 3 | SoCal Uncensored (Christopher Daniels, Frankie Kazarian et Scorpio Sky) bat Jurassic Express (Jungle Boy, Luchasaurus et Marko Stunt) | 6-Man Tag Team match | 11:45 |
| 4 | PAC bat Kenny Omega par soumission | Match simple | 23:20 |
| 5 | Jimmy Havoc bat Darby Allin et Joey Janela                                                                                            | Triple Threat Hardcore match présenté par Cracker Barrel Old Country Stores                                                                  | 15:00 |
| 6 | The Dark Order (Evil Uno et Stu Grayson) battent Best Friends (Chuck Taylor et Trent)                                                 | Tag Team match Les vainqueurs seront exempt du premier tour du tournoi pour les AEW World Tag Team Championship                              | 13:40 |
| 7 | Riho bat Hikaru Shida | Match simple La gagnante affrontera Nyla Rose (gagnante de la 21-Woman Casino Battle Royal) pour déterminer la première championne du monde. | 13:35 |
| 8 | Cody (avec MJF) bat Shawn Spears (avec Tully Blanchard)                                                                               | Match simple | 16:20 |
| 9 | Lucha Brothers (Pentagón Jr. et Fenix) (c) battent The Young Bucks (Matt et Nick Jackson)                                             | Escalera De La Muerte pour les AAA World Tag Team Championship                                                                               | 21:00 |
| 10 | Chris Jericho bat "Hangman" Adam Page                                                                                                 | Match simple Le gagnant deviendra le premier champion du monde.                                                                              | 26:25 |
| La lettre C placée entre parenthèses désigne la personne ou l’équipe championne en titre. P – indique que le match a eu lieu lors du pré-show | | |       |

### Participantes et éliminations du 21-Woman Casino Bataille Royale
| Tirage      | Participante      | Ordre d'élimination | Éliminée par                      | Éliminations |
| ----------- | ----------------- | ------------------- | --------------------------------- | ------------ |
| Trèfle (♣)  | Shalandra Royal   | 1                   | Nyla Rose                         | 0            |
| Trèfle (♣)  | Leva Bates        | 4                   | Nyla Rose                         | 0            |
| Trèfle (♣)  | Faby Apache       | 2                   | Nyla Rose                         | 0            |
| Trèfle (♣)  | Priscilla Kelly   | 3                   | Nyla Rose                         | 0            |
| Trèfle (♣)  | Nyla Rose         | —                   | Vainqueresse                      | 10           |
| Carreau (♦) | Penelope Ford     | 7                   | Nyla Rose                         | 0            |
| Carreau (♦) | Shazza McKenzie   | 5                   | Britt Baker                       | 0            |
| Carreau (♦) | Sadie Gibbs       | 17                  | Bea Priestley                     | 1            |
| Carreau (♦) | Big Swole         | 6                   | Nyla Rose                         | 0            |
| Carreau (♦) | Britt Baker       | 20                  | Bea Priestley et Nyla Rose        | 5            |
| Pique (♠)   | Tenille Dashwood  | 8                   | Awesome Kong                      | 0            |
| Pique (♠)   | Ivelisse          | 9                   | Awesome Kong                      | 0            |
| Pique (♠)   | Bea Priestley     | 19                  | Britt Baker                       | 3            |
| Pique (♠)   | Brandi Rhodes     | 15                  | Britt Baker et Allie              | 0            |
| Pique (♠)   | Awesome Kong      | 12                  | Bea Priestley, Sadie Gibbs et ODB | 3            |
| Cœur (♥)    | Allie             | 16                  | Nyla Rose                         | 1            |
| Cœur (♥)    | Nicole Savoy      | 10                  | Nyla Rose                         | 0            |
| Cœur (♥)    | Teal Piper        | 11                  | ODB                               | 0            |
| Cœur (♥)    | ODB               | 14                  | Britt Baker                       | 2            |
| Cœur (♥)    | Jazz              | 13                  | Nyla Rose                         | 0            |
| Joker       | Mercedes Martinez | 18                  | Britt Baker                       | 0            |

## Liens Externes
- Site officiel de la AEW